# Trek-Segafredo (Frauenteam)/Saison 2019
Dieser Artikel beschreibt die Mannschaft und die Siege des Radsportteams Trek-Segafredo in der Saison 2019.

## Mannschaft
| Teamkader 2019                            | Teamkader 2019     | Teamkader 2019         | Teamkader 2019                       |
| Name                                      | Geburtsdatum       | Land                   | Vorheriges Team                      |
| ----------------------------------------- | ------------------ | ---------------------- | ------------------------------------ |
| Audrey Cordon-Ragot                       | 22. September 1989 | Frankreich             | Wiggle High5 (2018)                  |
| Lizzie Deignan                            | 18. Dezember 1988  | Vereinigtes Königreich | Boels Dolmans (2018)                 |
| Lauretta Hanson                           | 29. Oktober 1994   | Australien             | UnitedHealthcare Women's Team (2018) |
| Lotta Lepistö                             | 28. Juni 1989      | Finnland               | Cervélo Bigla (2018)                 |
| Elisa Longo Borghini                      | 10. Dezember 1991  | Italien                | Wiggle High5 (2018)                  |
| Jolanda Neff                              | 5. Januar 1993     | Schweiz                | Kross Racing Team (2018)             |
| Ellen Noble                               | 3. Dezember 1995   | Vereinigte Staaten     |                                      |
| Letizia Paternoster                       | 22. Juli 1999      | Italien                | Astana Women's Team (2018)           |
| Anna Plichta                              | 10. Februar 1992   | Polen                  | Boels Dolmans (2018)                 |
| Ellen van Dijk                            | 11. Februar 1987   | Niederlande            | Sunweb (2018)                        |
| Abigail Van Twisk                         | 1. März 1997       | Vereinigtes Königreich | Trek-Drops (2018)                    |
| Tayler Wiles                              | 20. Juli 1989      | Vereinigte Staaten     | Trek-Drops (2018)                    |
| Ruth Edwards                              | 9. Juli 1993       | Vereinigte Staaten     | Sunweb (2018)                        |
| Trixi Worrack                             | 28. September 1981 | Deutschland            | Canyon-SRAM Racing (2018)            |
|                                           |                    |                        |                                      |
| Quellen: ProCyclingStats Cycling Archives |                    |                        |                                      |

## Siege
| Siege    | Siege                                                      | Siege                  | Siege  | Siege                | Siege |
| Datum    | Rennen                                                     | Staat                  | Klasse | Siegerin             |       |
| -------- | ---------------------------------------------------------- | ---------------------- | ------ | -------------------- | ----- |
| 10. Jan. | Women's Tour Down Under, 1. Etappe                         | Australien             | 2.1    | Letizia Paternoster  |       |
| 21. Feb. | Setmana Ciclista Valenciana, 1. Etappe                     | Spanien                | 2.2    | Ruth Edwards         |       |
| 22. Feb. | Setmana Ciclista Valenciana, 2. Etappe                     | Spanien                | 2.2    | Lotta Lepistö        |       |
| 24. Feb. | Setmana Ciclista Valenciana, 4. Etappe                     | Spanien                | 2.2    | Lotta Lepistö        |       |
| 15. Mär. | Drentse Acht van Westerveld                                | Niederlande            | 1.2    | Audrey Cordon-Ragot  |       |
| 3. Apr.  | Dwars door Vlaanderen                                      | Belgien                | 1.1    | Ellen van Dijk       |       |
| 10. Apr. | Healthy Ageing Tour, 1. Etappe                             | Niederlande            | 2.1    | Lotta Lepistö        |       |
| 13. Apr. | Healthy Ageing Tour, 4. a Etappe                           | Niederlande            | 2.1    | Ellen van Dijk       |       |
| 24. Mai  | Emakumeen Bira, 3. Etappe                                  | Spanien                | 2.WWT  | Tayler Wiles         |       |
| 25. Mai  | Emakumeen Bira, 4. Etappe                                  | Spanien                | 2.WWT  | Elisa Longo Borghini |       |
| 25. Mai  | Emakumeen Bira, Gesamtwertung                              | Spanien                | 2.WWT  | Elisa Longo Borghini |       |
| 1. Jun.  | Lotto Thüringen Ladies Tour, 5. Etappe                     | Deutschland            | 2.1    | Ellen van Dijk       |       |
| 9. Jun.  | Tour de Bretagne féminin, Gesamtwertung                    | Frankreich             | 2.2    | Audrey Cordon-Ragot  |       |
| 14. Jun. | The Women’s Tour, 5. Etappe                                | Vereinigtes Königreich | 2.WWT  | Lizzie Deignan       |       |
| 15. Jun. | The Women’s Tour, Gesamtwertung                            | Vereinigtes Königreich | 2.WWT  | Lizzie Deignan       |       |
| 28. Jun. | Polnische Meisterschaften, Einzelzeitfahren der Frauen     | Polen                  | CN     | Anna Plichta         |       |
| 30. Jun. | US-amerikanische Meisterschaften, Straßenrennen der Frauen | Vereinigte Staaten     | CN     | Ruth Edwards         |       |
| 8. Aug.  | European Road Cycling Championships - Women ITT            | Niederlande            | CC     | Ellen van Dijk       |       |
| 9. Aug.  | European Road Cycling Championships - Women U23 RR         | Niederlande            | CC     | Letizia Paternoster  |       |
| 17. Aug. | Vårgårda WestSweden TTT                                    | Schweden               | 1.WWT  | Trek-Segafredo       |       |
| 10. Sep. | Belgium Tour, Prolog                                       | Belgien                | 2.1    | Ruth Edwards         |       |